# Hoài Nam ca khúc
Hoài Nam ca khúc (Khúc ca tưởng nhớ phương Nam), còn có tên là Hoài Nam ký (Bài ký nhớ phương Nam) do danh sĩ Hoàng Quang (? - ?) sáng tác. Đây là một tác phẩm phản ánh khá sinh động tình trạng bế tắc, đen tối của xã hội Đàng Trong trong lịch sử Việt Nam, từ thời chúa Nguyễn Phúc Thuần trở đi.

## Tác giả
Hoàng Quang hiệu là Thái Dương cư sĩ, là người ở huyện Hương Trà, tỉnh Thừa Thiên (nay là tỉnh Thừa Thiên-Huế). Ông sống vào khoảng nửa cuối thế kỷ 18, có tiếng là người hay chữ.
Sau khi đánh chiếm Phú Xuân vào năm Bính Ngọ (1786), triều Tây Sơn có sai người đến nhà mời ông ra làm quan, nhưng ông khéo từ chối.
Tháng 5 năm Tân Dậu (tức tháng 6 năm 1801), chúa Nguyễn Phúc Ánh (sau này là vua Gia Long) chiếm lại được Phú Xuân, cũng cho người đến mời, nhưng lúc ấy ông đã mất .
Con ông là Hoàng Kim Hoán (? - ?), được vua Gia Long vời làm quan, trải đến chức Tham tri bộ Lại, và từng làm Chánh sứ sang Trung Quốc vào đời vua Minh Mạng.
Do nhiều năm loạn lạc, sáng tác của Hoàng Quang hiện chỉ còn lại bài Hoài Nam ca khúc. Đó là nhờ công của Công nữ Ngọc Huyên (con chúa Nguyễn Phúc Khoát) sao chép rồi truyền vào trong Nam.

## Hoài Nam ca khúc
Hoài Nam ca khúc, không rõ thời điểm sáng tác, dài 860 câu chữ Nôm, chủ yếu viết bằng thể thơ lục bát, có xen mấy bài thơ Đường luật và vài bài văn tế viết theo thể phú.
Nội dung tác phẩm, tác giả ca ngợi các chúa Nguyễn từ Nguyễn Hoàng đến Nguyễn Phúc Khoát. Khi Nguyễn Phúc Khoát mất, Nguyễn Phúc Thuần lên nối ngôi, nhưng vì còn bé (11 tuổi) nên quyền hành rơi hết vào tay Quốc phó Trương Phúc Loan, làm cho xã hội trở nên hỗn loạn, dân chúng đói khổ.
Theo PGS. Nguyễn Thạch Giang thì ca khúc này phản ánh khá sinh động tình trạng bế tắc, đen tối của xã hội Đàng Trong từ thời chúa Nguyễn Phúc Thuần trở đi. Bên cạnh đó, tác phẩm còn cho thấy phong trào Tây Sơn bùng nổ chính là sự phản ứng của dân chúng trước tình trạng đó. Tuy vậy, do quan điểm chính thống, tác giả vẫn tỏ ra thù địch với phong trào này. Cuối ca khúc, Tác giả mơ ước ngôi chúa Nguyễn một ngày nào đó sẽ được phục hồi .
Đoạn thơ sau đây trích từ bản phiên âm ra chữ Quốc ngữ đăng trên Nam Phong tạp chí. 
| ...Trách vì Quốc phó họ Trương Chánh quân khéo khéo giả đường Y Châu Của dân muốn một kình thâu, Như sành còn hãy rán dầu cho khô! Muôn chung ăn tưởng chửa no, Cùng loài mà muốn nên gò cho cao Một đoàn phú quý lao xao, Trâm anh còn bú, đai bào còn men. Trong triều hòa những con em, Có ái mà lại nghi hiềm dạ ai? Đua nhau ăn uổng cơm trời, Cạn đường thịt chạy, nhuận vời thây đi Cho hay Thuấn đã qua kỳ, Tài dầu chẳng sánh Cao Quỳ cũng dâng . Của tiền thì đặng trí thân, Thiếu tiểu tu cần, dầu học chí nên. Mãn chiều châu tử vẻ vang, Đều những đọc tiền, nào chẳng đọc thơ! Học trò là báu nước nhà, Non cao hang thẳm tiếc đà bỏ rơi. Há rằng chẳng có bảng Trời? Thi tiền thì đỗ, thì tài thì bay. Anh hùng khó chịu chau mày, Nhà giàu con trẻ lướt mây thè lè. Có tai bưng bít chẳng nghe, Đã chăn sao để trâu dê gầy mòn. Nỡ tàn cõi nước chẳng un, Ngọc vàng con hát, lấm bùn thằng dân. | Ăn chơi cho sướng cái thân, Béo mình những tưởng, ốm dân chi sờn. Lấy ai cứu chúng lầm than? Nóng càng thêm nóng, sâu càng thêm sâu... Khi thành trì bị đối phương tấn công, thì: ...Trận bày dưới biến trên non, Vầy dân tiền của đắp đồn miễn hơn. Khéo là đành dạ bất nhân, Một mình muốn sống, muôn dân nỡ hoài. Ví dầu xuống ngựa lên ngai, Không dân chưa dễ cùng ai sang giàu. Tưởng hơn nào có thiệt âu, Nước nhà đã mất công hầu cùng ai? Sao không chống sức ra tài, Lấy gan làm lũy, lấy vai làm thành. Để cho giặc nọ vô danh , Xôn xao ếch giếng khoe mình nỗi chi. Anh hùng đã phải tế thì, Nào là tài cán chẳng đi dẹp loàn? Binh cơ khéo vận trong màn, Chưa lo đánh giặc đã càn đánh dân. Mới hay Tần lại công Tần, Quét hang đã lở cày sâu lại chìu. Đến đâu máu mỡ đều hao, Của dân sao khéo tơ hào chẳng kiêng... |

## Sách tham khảo
- Nguyễn Lộc, mục từ Hoài Nam ca khúc in trong Từ điển văn học (bộ mới). Nhà xuất bản Thế giới, 2004.
- Nguyễn Thạch Giang, Văn học thế kỷ 18, phần viết về Hoàng Quang. Nhà xuất bản Khoa học Xã hội, 2004.
- Nguyễn Q. Thắng-Nguyễn Bá Thế, Từ điển nhân vật Việt Nam, mục từ Hoàng Quang và Hoàng Kim Hoán. Nhà xuất bản Khoa học Xã hội, Hà Nội, 1992.